# Spravedliví

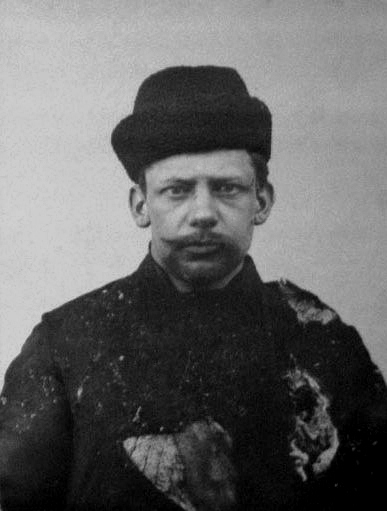
Ivan Kaljajev, hlavní postava hry

Spravedliví (francouzsky Les Justes) je divadelní hra z roku 1949, jejímž autorem je spisovatel a filozof Albert Camus. Hra je založena na pravdivém příběhu skupiny ruských socialistických revolucionářů (eserů), kteří roku 1905 zabili velkovévodu Sergeje Alexandroviče. Ve hře jsou postavy až na Stěpana inspirovány skutečnými lidmi.

## Postavy
- Ivan Kaljajev "Janek" - Hlavní postava hry.
- Stěpan Fedorov - jediný smyšlený revolucionář ve hře.
- Dora Doulebová - bývalá milenka Kaljajeva. Šla ji chemie, a proto byla výrobcem bomby.
- Boris Annenkov - vůdce teroristů.
- Alexej Vojnov - společník Kaljajeva během prvního pokusu o zabití velkovévody.
- Jelizaveta Fjodorovna - vdova po velkovévodovi. Objeví se jen v jedné scéně, kdy chce Kaljajeva přesvědčit, aby se přiznal a přestoupil na křesťanství. Kaljajev obratně odmítá.
- Skuratov - člen tajné policie, pokouší se o Kaljajev přiznání, ale i on je neúspěšný.
- Foka - Kaljajevův spoluvězeň.

## Děje

### První dějství - v apartmá
Skupina revolucionářů se dohaduje zabít velkovévodu bombou. Ten, kdo bombu hodí, má být Kaljajev, zvaný "Janek".

### Druhé dějství - postaru
Kaljajev a Vojnov nakonec vyrážejí do akce, pak se ale vrátí s tím, že velkovévodu nezabili, protože ve voze byla i jeho rodina. Stěpan je touto výmluvou zcela zhnusen a křičí na ně, že tisíce dětí na carský nátlak zemřely.

### Třetí dějství - postaru
Kaljajev se připravuje na druhý pokus a zkouší to znovu, dva dny po prvním pokusu, kdy zaváhal. Tentokrát velkovévoda úspěšně zemře. Vojnov mezitím opouští skupinu.

### Čtvrté dějství - ve vězení
Kaljajev je ve vězení. Setkává se s Skuratovem. Ten se marně pokouší vyjednat s Kaljajevem, aby zradil své přátele výměnou za svobodu.

### Páté dějství - v apartmá
Tou dobou probíhá Kaljajevova poprava. Annenkov, Dora a Stěpan o něm očekávají zprávy. Vojnov se mezitím vrací z vězení. Někteří věří, že Kaljajev se přiznal a byl propuštěn, ale Dora ví, že to není pravda. Brzy je to potvrzeno zprávami o Kaljajevově smrti. Dora se chce také stát teroristkou. Buď pomstí Kaljajeva, nebo bude chycena, popravena a tím s bude s Kaljajevem navždy.